# Mare Anguis

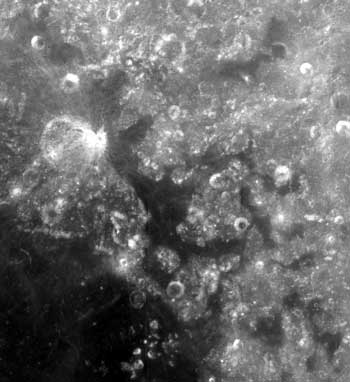
Mare Anguis is de donkere vlek in het midden van deze foto. De krater links van het midden is Eimmart, ten noordwesten van de mare. Mare Crisium is in de hoek linksonder te zien.

De Mare Anguis (Latijn: "zee der slangen") is een kleine mare op de Maan.

## Beschrijving
Mare Anguis heeft een diameter van ongeveer 240 km. Deze mare ligt ten oostnoordoosten van de veel grotere Mare Crisium in het oostelijk gebied van de naar de Aarde toegekeerde kant van de Maan. De twee maria liggen in hetzelfde inslagbekken (Crisium-bekken). Mare Anguis werd gevormd tijdens de periode die het Nectarium wordt genoemd.

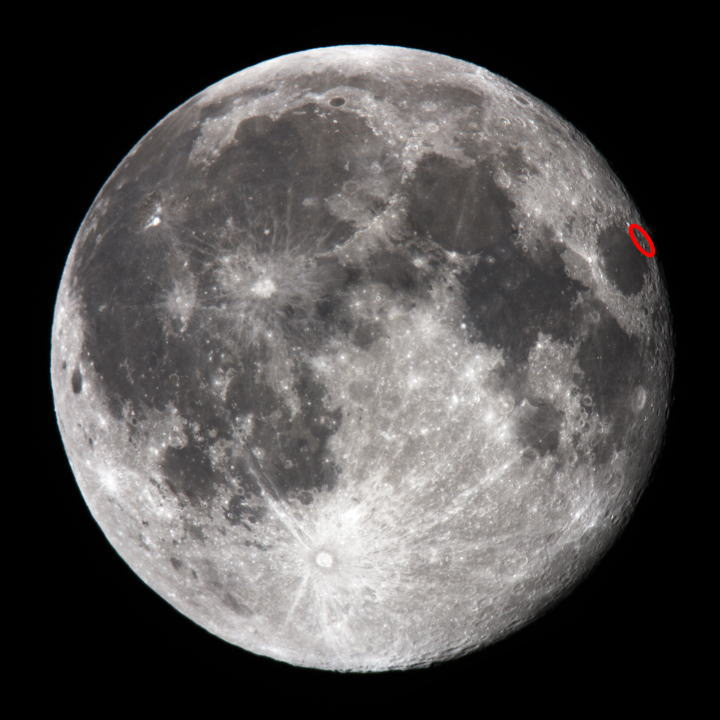
De locatie van Mare Anguis

## Naamgeving
De benaming Mare Anguis komt van de Duitse selenograaf Julius Heinrich Franz (1847-1913), die in dit grillig gevormde mare gebied echter een zeeslang, een zeemonster, of een draak zag. J.H.Franz had nog een aantal andere namen bedacht voor gedeelten aan de oostelijke rand van Mare Crisium, betrekking hebbend tot de nabijgelegen Mare Anguis. Deze benamingen zijn vermeld als voetnoten in Mary A. Blagg's Named Lunar Formations, en werden door de Internationale Astronomische Unie (IAU) niet erkend.
- Drachenauge, of Auge (drakenoog) (Mare Anguis A)
- Drachenkamm, of Kamm des drachen (drakenkam) (Emmart δ / Alhazen δ)
- Olblatt (Hansen B)
- Schwanzende (eindgedeelte van de staart) (Mare Anguis T)
- Zungenspitze (tip van de tong) (Mare Anguis ξ)